# Вербове
Вербове (на украински: Вербове) е село в Южна Украйна, Подилски район на Одеска област. Основано е през 1895 година. Населението му е около 204 души.